# الاتجاه إلى المجد (فلم)
الاتجاه إلى المجد (بالإنجليزية: Bound for Glory) هو فيلم موسيقي تم إنتاجه في الولايات المتحدة وصدر في سنة 1976.

## بطولة
- ديفيد كارادين

### ترشيحات وجوائز
| السنة | الحدث | الفئة                      | النتيجة  |
| ----- | ----- | -------------------------- | -------- |
|       |       | أوسكار أفضل موسيقى تصويرية | فـــــوز |

## وصلات خارجية
- مقالات تستعمل روابط فنية بلا صلة مع ويكي بيانات